# Ala-Arriba! (filme)
Ala-Arriba! (1942) é um filme português de longa-metragem de José Leitão de Barros, a segunda obra sua no campo da antropologia visual e a terceira da sua trilogia sobre o mar. É a sua primeira docuficção, a segunda na história do cinema, sendo Moana (1926), de Robert Flaherty, a primeira (e também a primeira etnoficção, a segunda sendo Maria do Mar, também de Leitão de Barros).
O filme estreia em Lisboa, no cinema S. Luís, a 15 de Setembro de 1942.

## Sinopse
Entre a ficção e o documentário - acentuadamente ficcionado -, desenrola-se o romance de um pescador da Póvoa de Varzim, um sardinheiro, com uma jovem que ele ama. A história é marcada pelas diferenças sociais e pelo drama da falta de pescado. O filme ilustra os costumes locais e nele o mar é protagonista.

## Enquadramento histórico
Leitão de Barros deu a conhecer ao país na década de 1940 a comunidade piscatória da Póvoa de Varzim, com seus hábitos culturais muito próprios e antigos. É visto como um documento importante para a história da cidade da Póvoa de Varzim.
Ala-Arriba! é uma expressão poveira que significa "força (para cima)", usada quando a comunidade, à força de braços, encalhava os barcos na praia. A acompanhar o filme nas salas de cinema, por altura da sua estreia, era exibido o documentário Póvoa de Varzim. Ala-Arriba foi o primeiro filme português a obter um prémio internacional, a Taça Biennale do Festival de Veneza de 1942, dada a sua força dramática e plástica, num estilo inspirado por Rino Lupo.
O argumento é do prestigiado dramaturgo Alfredo Cortez, baseando-se o autor na obra "O Poveiro" de António dos Santos Graça para escrever o guião (br: roteiro). É um retrato fiel de uma comunidade, interpretado não por actores profissionais mas por verdadeiros pescadores, que falam mantendo o seu característico sotaque, mostrando genuínas vivências, o sofrimento das gentes de uma Póvoa de Varzim, unidos em forte comunidade, mas comunidade fechada, desunida, dividida em diferentes castas sociais. A história centra-se à volta de uma história de amor entre uma rapariga lanchã e um sardinheiro. Tem uma dimensão trágica a vida das gentes da Póvoa, como as da Nazaré, são inconfundíveis as suas tradições.
O filme, pelos apoios financeiros que teve, é uma obra de regime, em pleno Estado Novo. Foi financiado pelo Secretariado da Propaganda Nacional (SPN), pelo Comissariado do Desemprego e pelo Ministério das Obras Públicas.
Este filme e outros filmes portugueses, não apenas no contexto nacional, são obras pioneiras no género. Mais se distinguem se forem vistas, como docufição ou etnoficção, na sua perspectiva temática, as gentes do mar:
- 1926 – Moana, de Robert Flaherty, EUA
- 1934 – Man of Aran, de Robert Flaherty, GB
- 1942 – Ala-Arriba!, de Leitão de Barros, Portugal
- 1948 – La Terra Trema, de Luchino Visconti, Itália
- 1963 – Pour la suite du monde de Pierre Perrault e Michel Brault, Canada
- 1976 – Gente da Praia da Vieira, de António Campos, Portugal
- 1976 – Mau Tempo, Marés e Mudança, de Ricardo Costa, Portugal

## Elenco
- Pescador (Ti Nicolau)
- Actor amador (João Moço)
- Elsa Branca-Flor (Julha)
- Luís Pinto (Prior)
- Maria Mesquita / Olguim (Tia Engrácia)
- Madalena Vilaça (Cigana)

## Festivais e prémios
- Festival de Veneza, 1942 (Taça Biennali)